# Фінал WTA 2018
Фінал WTA 2018, також відомий за назвою спонсора як BNP Paribas WTA Finals Singapore, — жіночий тенісний турнір, що відбувся в Сінгапурі з 21 до 28 жовтня 2018 року. Це був 48-й за ліком підсумковий турнір сезону в одиночному розряді і 43-й - у парному. 8 гравчинь в одиночному розряді й 8 пар змагалися на Singapore Indoor Stadium. Того року турнір востаннє відбувся в Сінгапурі.

## Призовий фонд і очки
Сумарний призовий фонд турніру BNP Paribas 2018 WTA Finals становив US$7,000,000.
| Одиночний розряд                                                       | Одиночний розряд                                        | Одиночний розряд |
| Етап                                                                   | Грошовий приз                                           | Очки             |
| ---------------------------------------------------------------------- | ------------------------------------------------------- | ---------------- |
| Чемпіонка                                                              | RR1 + $1,750,000                                        | RR + 750         |
| Суперниця у фіналі                                                     | RR + $590,000                                           | RR + 330         |
| Півфіналістка                                                          | RR + $40,000                                            | RR               |
| За перемогу в матчі кругового турніру                                  | +$153,000                                               | +250             |
| За участь у матчі кругового турніру                                    | Н/Д                                                     | +125             |
| Нагорода за участь                                                     | 3 матчі = $151,000 2 матчі = $130,000 1 матч = $110,000 | Н/Д              |
| Нагорода запасній                                                      | 2 матчі = $109,000 1 матч = $89,000 0 матчів = $68,000  | Н/Д              |
| 1 RR означає грошовий приз чи очки здобуті на етапі кругового турніру. |                                                         |                  |

| Парний розряд         | Парний розряд | Парний розряд |
| Етап                  | Грошовий приз | Очки          |
| --------------------- | ------------- | ------------- |
| Чемпіонки             | $500,000      | 1500          |
| Суперниці у фіналі    | $260,000      | 1080          |
| Півфіналістки         | $157,500      | 750           |
| Чвертьфіналістки      | $81,250       | 375           |
| Грошовий приз на пару |               |               |

## Гравчині, що кваліфікувалися

### Одиночний розряд
| #   | Гравчині          | Очки  | Турнірів | Коли кваліфікувалася |
| --- | ----------------- | ----- | -------- | -------------------- |
| inj | Сімона Халеп      | 6,921 | 15       | 13 серпня            |
| 1   | Анджелік Кербер   | 5,375 | 18       | 10 вересня           |
| 2   | Каролін Возняцкі  | 5,086 | 18       | 4 жовтня             |
| 3   | Наомі Осака       | 4,740 | 19       | 2 жовтня             |
| 4   | Петра Квітова     | 4,255 | 20       | 4 жовтня             |
| 5   | Слоун Стівенс     | 3,943 | 19       | 14 жовтня            |
| 6   | Еліна Світоліна   | 3,850 | 18       | 17 жовтня            |
| 7   | Кароліна Плішкова | 3,840 | 23       | 17 жовтня            |
| 8   | Кікі Бертенс      | 3,710 | 24       | 18 жовтня            |

### Парний розряд
| # | Гравчині                                   | Очки  | Турнірів | Коли кваліфікувалися |
| - | ------------------------------------------ | ----- | -------- | -------------------- |
| 1 | Барбора Крейчикова Катерина Сінякова       | 6,815 | 14       | 9 серпня             |
| 2 | Тімеа Бабош Крістіна Младенович            | 6,445 | 14       | 20 серпня            |
| 3 | Андреа Сестіні-Главачкова Барбора Стрицова | 4,445 | 14       | 29 вересня           |
| 4 | Габріела Дабровскі Сюй Їфань               | 4,180 | 17       | 4 жовтня             |
| 5 | Елісе Мертенс Демі Схюрс                   | 4,025 | 14       | 29 вересня           |
| – | Катерина Макарова Олена Весніна            | 3,715 | 6        | знялись              |
| 6 | Ніколь Мелічар Квета Пешке                 | 3,545 | 21       | 4 жовтня             |
| 7 | Андрея Клепач Марія Хосе Мартінес Санчес   | 3,505 | 20       | 4 жовтня             |
| 8 | Ешлі Барті Коко Вандевей                   | 3,237 | 7        | 4 жовтня             |

## Шлях до Сінгапуру

### Одиночний розряд
Оновлено станом на 20 жовтня 2018.
- Гравчині на  золотому  тлі кваліфікувалися.
- Гравчині на  брунатному  тлі кваліфікувалися, але відмовилися від участі.

| Місце   | Спортсменка         | Турніри Великого шлему | Турніри Великого шлему | Турніри Великого шлему | Турніри Великого шлему | Premier Mandatory | Premier Mandatory | Premier Mandatory | Premier Mandatory | Найкращі два результати в Premier 5 | Найкращі два результати в Premier 5 | Найкращі результати в інших турнірах | Найкращі результати в інших турнірах | Найкращі результати в інших турнірах | Найкращі результати в інших турнірах | Найкращі результати в інших турнірах | Найкращі результати в інших турнірах | Загалом очок | Турнірів | Титулів |
| ------- | ------------------- | ---------------------- | ---------------------- | ---------------------- | ---------------------- | ----------------- | ----------------- | ----------------- | ----------------- | ----------------------------------- | ----------------------------------- | ------------------------------------ | ------------------------------------ | ------------------------------------ | ------------------------------------ | ------------------------------------ | ------------------------------------ | ------------ | -------- | ------- |
| Місце   | Спортсменка         | AUS                    | FRA                    | WIM                    | USO                    | INW               | MIA               | MAD               | BEI               | 1                                   | 2                                   | 1                                    | 2                                    | 3                                    | 4                                    | 5                                    | 6                                    | Загалом очок | Турнірів | Титулів |
|         |                     |                        |                        |                        |                        |                   |                   |                   |                   |                                     |                                     |                                      |                                      |                                      |                                      |                                      |                                      |              |          |         |
| 1       | Сімона Халеп        | Ф 1300                 | П 2000                 | 1/16Ф 130              | 1/64Ф 10               | ПФ 390            | 1/16Ф 65          | ЧФ 215            | 1/32Ф 10          | П 900                               | Ф 585                               | Ф 585                                | ПФ 350                               | П 280                                | ЧФ 100                               | 1/16Ф 1                              |                                      | 6921         | 15       | 3       |
| 2       | Анджелік Кербер     | ПФ 780                 | ЧФ 430                 | П 2000                 | 1/16Ф 130              | ЧФ 215            | ЧФ 215            | A 0               | 1/8Ф 120          | ЧФ 190                              | ЧФ 190                              | П 470                                | ПФ 185                               | ПФ 185                               | 1/8Ф 105                             | 1/8Ф 105                             | 1/8Ф 55                              | 5375         | 18       | 2       |
| 3       | Каролін Возняцкі    | П 2000                 | 1/8Ф 240               | 1/32Ф 70               | 1/32Ф 70               | 1/8Ф 120          | 1/32Ф 10          | 1/8Ф 120          | П 1000            | ПФ 350                              | ЧФ 190                              | П 470                                | Ф 180                                | 1/8Ф 105                             | ЧФ 100                               | ЧФ 60                                | 1/8Ф 1                               | 5086         | 18       | 3       |
| 4       | Наомі Осака         | 1/8Ф 240               | 1/16Ф 130              | 1/16Ф 130              | П 2000                 | П 1000            | 1/32Ф 35          | 1/32Ф 10          | ПФ 390            | 1/16Ф 90                            | 1/16Ф 60                            | Ф 305                                | ПФ 110                               | ЧФ 100                               | 1/8Ф 55                              | 1/8Ф 55                              | 1/8Ф 30                              | 4740         | 19       | 2       |
| 5       | Петра Квітова       | 1/64Ф 10               | 1/16Ф 130              | 1/64Ф 10               | 1/16Ф 130              | 1/16Ф 65          | 1/8Ф 120          | П 1000            | 1/32Ф 10          | П 900                               | ПФ 350                              | П 470                                | П 470                                | П 280                                | 1/8Ф 105                             | 1/8Ф 105                             | ЧФ 100                               | 4255         | 20       | 5       |
| 6       | Слоун Стівенс       | 1/64Ф 10               | Ф 1300                 | 1/64Ф 10               | ЧФ 430                 | 1/16Ф 65          | П 1000            | 1/8Ф 120          | 1/8Ф 120          | Ф 585                               | 1/8Ф 105                            | 1/8Ф 105                             | ЧФ 60                                | 1/8Ф 30                              | 1/32Ф 1                              | 1/16Ф 1                              | 1/16Ф 1                              | 3943         | 19       | 1       |
| 7       | Еліна Світоліна     | ЧФ 430                 | 1/16Ф 130              | 1/64Ф 10               | 1/8Ф 240               | 1/16Ф 65          | ЧФ 215            | 1/16Ф 65          | 1/32Ф 10          | П 900                               | ПФ 350                              | П 470                                | П 470                                | ЧФ 190                               | 1/8Ф 105                             | ЧФ 100                               | ЧФ 100                               | 3850         | 18       | 3       |
| 8       | Кароліна Плішкова   | ЧФ 430                 | 1/16Ф 130              | 1/8Ф 240               | ЧФ 430                 | ЧФ 215            | ЧФ 215            | ПФ 390            | 1/8Ф 120          | 1/8Ф 105                            | 1/16Ф 60                            | П 470                                | П 470                                | ПФ 185                               | Ф 180                                | ЧФ 100                               | ЧФ 100                               | 3840         | 23       | 2       |
| 9       | Кікі Бертенс        | 1/16Ф 130              | 1/16Ф 130              | ЧФ 430                 | 1/16Ф 130              | 1/32Ф 10          | 1/16Ф 65          | Ф 650             | 1/8Ф 120          | П 900                               | ЧФ 190                              | П 470                                | П 280                                | 1/16Ф 60                             | ЧФ 60                                | 1/8Ф 55                              | 1/8Ф 30                              | 3710         | 24       | 3       |
| Запасні |                     |                        |                        |                        |                        |                   |                   |                   |                   |                                     |                                     |                                      |                                      |                                      |                                      |                                      |                                      |              |          |         |
| 10      | Дарія Касаткіна     | 1/32Ф 70               | ЧФ 430                 | ЧФ 430                 | 1/32Ф 70               | Ф 650             | 1/32Ф 10          | ЧФ 215            | 1/32Ф 10          | 1/8Ф 105                            | 1/8Ф 105                            | П 470                                | Ф 305                                | ПФ 185                               | ЧФ 100                               | ЧФ 100                               | 1/16Ф 60                             | 3315         | 25       | 1       |
| 11      | Анастасія Севастова | 1/32Ф 70               | 1/64Ф 10               | 1/64Ф 10               | ПФ 780                 | 1/8Ф 120          | 1/16Ф 65          | 1/16Ф 65          | Ф 650             | ЧФ 190                              | 1/8Ф 105                            | П 280                                | ПФ 185                               | ПФ 185                               | ПФ 185                               | Ф 180                                | 1/8Ф 105                             | 3185         | 22       | 1       |

### Парний розряд
- Пари на  золотому  тлі кваліфікувалися.
- Пари на  брунатному  тлі кваліфікувалися, але відмовилися від участі.

| Рейтинг | Пара                                       | Очки   | Очки   | Очки     | Очки     | Очки     | Очки     | Очки     | Очки     | Очки      | Очки      | Очки     | Загалом очок | Турнірів | Титулів |
| Рейтинг | Пара                                       | 1      | 2      | 3        | 4        | 5        | 6        | 7        | 8        | 9         | 10        | 11       | Загалом очок | Турнірів | Титулів |
| ------- | ------------------------------------------ | ------ | ------ | -------- | -------- | -------- | -------- | -------- | -------- | --------- | --------- | -------- | ------------ | -------- | ------- |
|         |                                            |        |        |          |          |          |          |          |          |           |           |          |              |          |         |
| 1       | Барбора Крейчикова Катерина Сінякова       | П 2000 | П 2000 | ПФ 780   | Ф 650    | ПФ 350   | 1/8Ф 240 | ЧФ 190   | ПФ 185   | Ф 180     | 1/8Ф 120  | 1/8Ф 120 | 6815         | 14       | 2       |
| 2       | Тімеа Бабош Крістіна Младенович            | П 2000 | Ф 1300 | Ф 650    | П 470    | ЧФ 430   | ЧФ 430   | ПФ 390   | ЧФ 215   | ЧФ 190    | ЧФ 190    | ЧФ 190   | 6455         | 14       | 2       |
| 3       | Андреа Сестіні-Главачкова Барбора Стрицова | П 1000 | ПФ 780 | Ф 585    | Ф 585    | П 470    | ПФ 390   | Ф 305    | 1/8Ф 240 | 1/8Ф 240  | ЧФ 190    | 1/16Ф 10 | 4795         | 14       | 2       |
| 4       | Габріела Дабровскі Сюй Їфань               | ПФ 780 | Ф 650  | П 470    | П 470    | ЧФ 430   | ПФ 390   | 1/8Ф 240 | ЧФ 190   | ЧФ 190    | ПФ 185    | ПФ 185   | 4180         | 16       | 2       |
| 5       | Елісе Мертенс Демі Схюрс                   | П 900  | Ф 585  | ЧФ 430   | ПФ 390   | ПФ 390   | Ф 305    | П 280    | П 280    | 1/8Ф 240  | 1/8Ф 120  | 1/8Ф 105 | 4025         | 14       | 3       |
| 6       | Катерина Макарова Олена Весніна            | Ф 1300 | П 1000 | Ф 650    | ПФ 390   | ЧФ 190   | ПФ 185   |          |          |           |           |          | 3715         | 6        | 1       |
| 7       | Ніколь Мелічар Квета Пешке                 | Ф 1300 | ПФ 350 | Ф 305    | П 280    | П 280    | 1/8Ф 240 | 1/8Ф 240 | ЧФ 215   | ЧФ 190    | ПФ 185    | 1/8Ф 120 | 3705         | 21       | 2       |
| 8       | Андрея Клепач Марія Хосе Мартінес Санчес   | Ф 585  | ЧФ 430 | ПФ 390   | ПФ 350   | Ф 305    | Ф 305    | П 280    | 1/8Ф 240 | ЧФ 215    | ЧФ 215    | ЧФ 190   | 3505         | 20       | 1       |
| 9       | Ешлі Барті Коко Вандевей                   | П 2000 | П 1000 | ЧФ 215   | 1/32Ф 10 | 1/16Ф 10 | 1/8Ф 1   | 1/8Ф 1   |          |           |           |          | 3237         | 7        | 2       |
| Запасні |                                            |        |        |          |          |          |          |          |          |           |           |          |              |          |         |
| 10      | Ракель Атаво Анна-Лена Гренефельд          | П 470  | ПФ 350 | 1/8Ф 240 | 1/8Ф 240 | ЧФ 215   | ПФ 185   | ПФ 185   | Ф 180    | 1/16Ф 130 | 1/16Ф 130 | 1/8Ф 120 | 2445         | 22       | 1       |

## Переможниці та фіналістки

### Одиночний розряд
- Еліна Світоліна —  Слоун Стівенс, 3–6, 6–2, 6–2

### Парний розряд
- Тімеа Бабош /  Крістіна Младенович —  Барбора Крейчикова /  Катерина Сінякова, 6–4, 7–5